# Miguel Sánchez-Migallón
Miguel Sánchez-Migallón Naranjo (* 8. Februar 1995 in Ciudad Real) ist ein spanischer Handballspieler. Der 2,00 m große linke Rückraumspieler, der auch auf Linksaußen eingesetzt wird, spielt seit 2023 für den portugiesischen Erstligisten Benfica Lissabon und steht zudem im Aufgebot der spanischen Nationalmannschaft.

## Karriere

### Verein

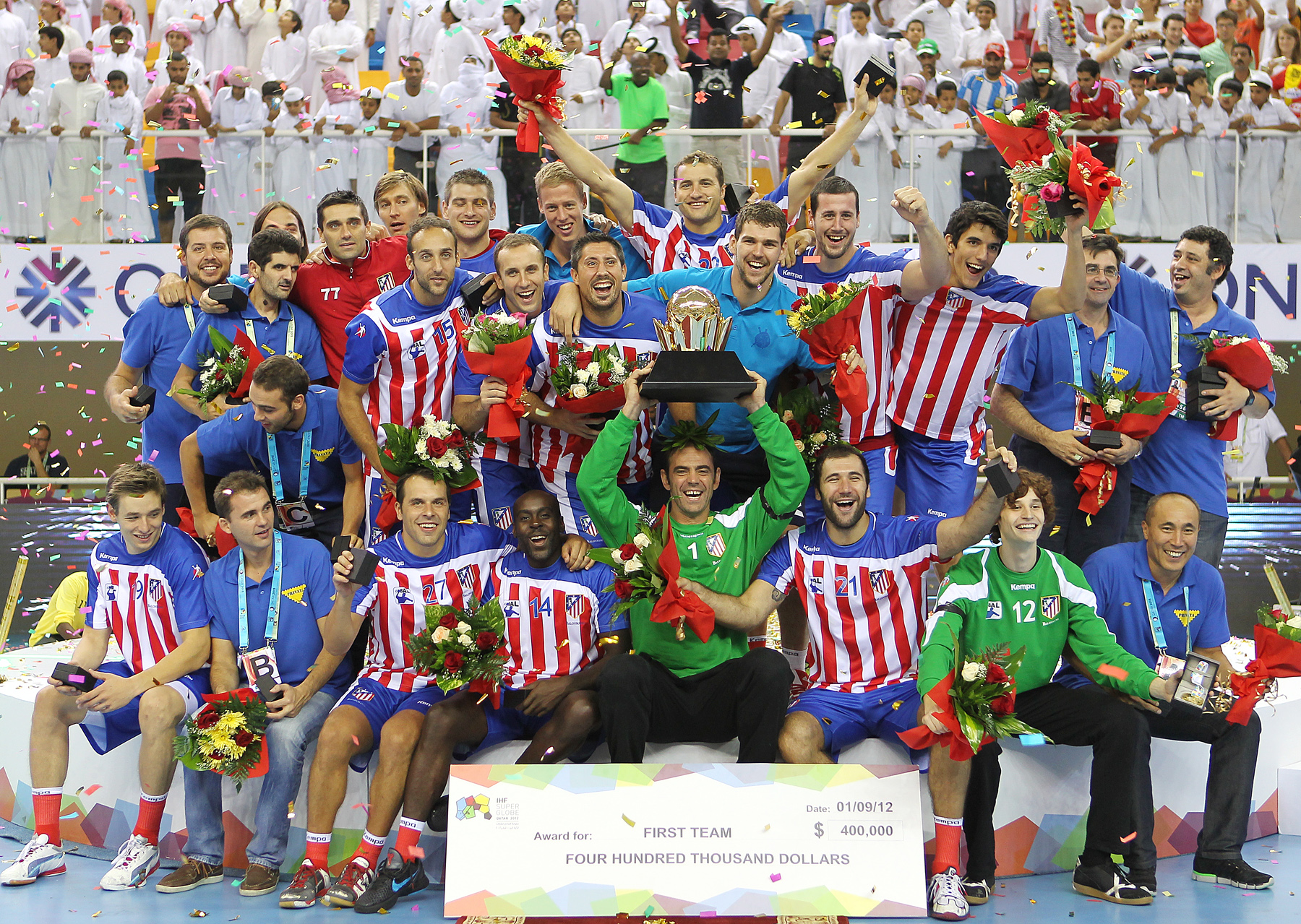
Sánchez-Migallón (hintere Reihe, 3. von rechts)

Miguel Sánchez-Migallón begann bei BM San Francisco Javier mit dem Handballsport. Über BM Pio XII kam er 2010 in die Jugend des Spitzenklubs BM Ciudad Real. Nachdem der Verein nach Madrid umgezogen war, gab Sánchez-Migallón sein Debüt in der Liga Asobal bei BM Atlético Madrid in der Saison 2012/13, in der er Meisterschaftszweiter wurde sowie die Copa del Rey und den IHF Super Globe gewann. Zur Saison 2013/14 wechselte er zu BM Aragón. Bereits im Dezember schloss er sich dem Erstligisten CB Ciudad de Logroño an, mit dem er 2014, 2015 und 2016 Zweiter in der Liga Asobal wurde und die Endspiele um die Copa del Rey 2017 und 2018 sowie die Copa Asobal 2016 erreichte. Zur Saison 2021/22 unterschrieb er beim polnischen Rekordmeister KS Kielce, den sein ehemaliger Trainer von Ciudad Real Talant Dujshebaev betreute, einen Vertrag über ein Jahr. Im Finale der EHF Champions League 2021/22 unterlag er mit Kielce dem FC Barcelona erst nach Siebenmeterwerfen 35:37. Im April 2023 wurde sein noch bis 2024 laufender Vertrag bei Kielce vorzeitig aufgelöst, um Sánchez-Migallón zur Saison 2023/2024 den Wechsel nach Portugal zu Benfica Lissabon zu ermöglichen.

### Nationalmannschaft
Für eine spanische Auswahl spielte er erstmals am 12. März 2011. Ab 18. Oktober 2011 stand er im Aufgebot der spanischen Jugendauswahl, mit der er bis August 2013 insgesamt 32 Länderspiele bestritt und dabei 54 Tore warf. Er nahm mit dem Team an der U-18-Europameisterschaft 2012 (4. Platz) und der U-19-Weltmeisterschaft 2013 (4. Platz) teil.
Von Januar 2014 bis August 2015 spielte er für die Jugendnationalmannschaft seines Landes, mit der er an der U-20-Europameisterschaft 2014 (3. Platz) und an der U-21-Weltmeisterschaft 2015 (7. Platz) teilnahm und für die er in 38 Spielen 82 Tore warf.
In der spanischen Nationalmannschaft debütierte Miguel Sánchez-Migallón am 2. November 2016 gegen Bosnien und Herzegowina. Nach über vier Jahren ohne Berufung kam er im März 2021 zu weiteren Einsätzen. Bei den Olympischen Spielen in Tokio wurde er für den verletzten Viran Morros nachnominiert und gewann die Bronzemedaille. Bei der Europameisterschaft 2022 gewann er mit Spanien die Silbermedaille, er bestritt alle neun Spiele und warf drei Tore. An einer Weltmeisterschaft nahm er erstmals im Januar 2023 in Polen und Schweden teil. Mit der spanischen Auswahl zur Weltmeisterschaft 2023 gewann er die Bronzemedaille. Bei der Europameisterschaft 2024 schied er im ersten Spiel verletzt aus. Mit der spanischen Olympiamannschaft 2024 gewann er auch die Bronzemedaille bei den Olympischen Spielen. Er gehörte zum spanischen Aufgebot zur Weltmeisterschaft 2025 (18. Platz).

### Erfolge
- mit BM Atlético Madrid
  - IHF-Super-Globe-Sieger: 2012
  - Spanischer Königspokalsieger: 2013

- mit KS Kielce
  - polnischer Meister: 2022, 2023
  - Finalist der EHF Champions League: 2022, 2023

- mit der Nationalmannschaft
  - Olympische Spiele: Bronze 2020
  - Europameisterschaft: Silber 2022